# João Pedro Pais
João Pedro Pais est un auteur-compositeur-interprète et guitariste portugais venant de Souropires (Pinhel)[réf. nécessaire].

## Biographie
Il s'est fait remarquer dans l'émission musicale portugaise Chuvas de Estrelas sur la chaîne SIC où il avait terminé deuxième grâce à sa reprise du groupe portugais Delfins Ao Passar um Navio.
Son premier album est sorti en 1997, il se nomme Segredos.
En 1999, il a sorti Outra Vez son deuxième album qui a été disque de platine.
En 2001, il sort son troisième album Falar por Sinais qui s'est écoulé à 70 000 exemplaires.
En 2003, il est invité à organiser la première partie des concerts portugais et espagnol de Bryan Adams
En 2004, année de la consécration, il sort son quatrième album studio Tudo Bem, qui sera son plus gros succès et un des albums les plus importants de la musique portugaise.[réf. nécessaire]
En 2006, il enregistre un album avec la chanteuse portugaise Mafalda Veiga, Lado a Lado.
En 2008, il a sorti son album A Palma E A Mão.

## Discographie
- Segredos (1997)
- Outra Vez (1999)
- Falar Por Sinais (2001)
- Tudo Bem (2004)
- Lado A Lado com Mafalda Veiga (2006)
- A Palma e a Mão (2008)
- O Coliseu (2010) [Album Live]

## Recompenses
En 2001, il reçoit 2 globos de Ouro pour meilleurs interprète masculin et meilleur chanson pour "Não Hà".

## Anecdotes
- Joao Pedro Pais est champion[évasif] de Kick-boxing[réf. nécessaire]
- Il est supporter du club de football CF Belenenses[pertinence contestée]
- Il a étudié à la Casa Pia[réf. nécessaire]